# Le Lavandou
Le Lavandou település Franciaországban, Var megyében. Lakosainak száma 6431 fő (2022. január 1.). Le Lavandou Bormes-les-Mimosas, La Môle és Rayol-Canadel-sur-Mer községekkel határos.

## Népesség
A település népességének változása:
| Lakosok száma | 5148 | 5533 | 5822 | 5985 | 5981 | 5985 | 5980 | 6216 | 6431 |
|               | 2013 | 2015 | 2016 | 2017 | 2018 | 2019 | 2020 | 2021 | 2022 |